# Khandi Alexander
Khandi Alexander (ur. 4 września 1957 w Nowym Jorku) – amerykańska aktorka.

## Filmografia
- Streetwalkin' (1985) jako Gwiazda
- A Chorus Line (1985) jako Tancerka
- Dziewczyna na posyłki (Maid to Order, 1987) jako Prostytutka
- Inny świat (A Different World, 1987-1993) jako Theressa Stone
- Zagrożenie dla społeczeństwa (Menace II Society, 1993) jako Karen Lawson
- Oddajcie mi moje dzieci (Shameful Secrets, 1993) jako Rosalie
- Nowojorscy gliniarze (NYPD Blue, 1993-2005) jako Sonya (gościnnie)
- CB4 (1993) jako Sissy
- Drzewo Jozuego (Joshua Tree, 1993) jako Maralena
- Poetic Justice – Film o miłości (Poetic Justice, 1993) jako Simone
- Tina (What's Love Got To Do With It, 1993) jako Darlene
- Sknerus (Greedy, 1994) jako Laura Densmore
- House Party 3 (1994) jako Janelle
- To My Daughter with Love (1994) jako Harriet
- Sugar Hill (1994) jako Ella Skuggs
- Ostry dyżur (ER, 1994) jako Jackie Robbins
- NewsRadio (1995-1999) jako Catherine Duke (1995-1998)
- No Easy Way (1996) jako Diana Campbell
- Kres (Terminal, 1996) jako Doktor Deborah Levy
- Cosby (1996-2000) jako Karen (1999) (gościnnie)
- Spawn (1997-1999) jako Lakesha/Pielęgniarka (głos)
- Nikita (Femme Nikita, La, 1997-2001) jako Terry (1998) (gościnnie)
- Rude Awakening (1998-2001) jako Juanita Wilson (2000) (gościnnie)
- Złodziejski trick (Thick as Thieves, 1998) jako Janet
- Sposób na blondynkę (There's Something About Mary, 1998) jako Joanie
- Partnerzy (Partners, 1999) jako Charlie
- X-Chromosome (1999) jako Yolanda (głos)
- Brygada ratunkowa (Third Watch, 1999-2005) jako Beverly Saunders (2000) (gościnnie)
- Prawo i bezprawie (Law & Order: Special Victims Unit, 1999) jako Karen Smythe (2001) (gościnnie)
- The Corner (2000) jako Denise Francine 'Fran' Boyd
- Policja (Dark Blue, 2002) jako Janelle Holland
- Fool Proof (2002) jako Icarus
- CSI: Kryminalne zagadki Miami (CSI: Miami, 2002) jako szef analiz medycznych Alexx Woods
- Śmiertelna pułapka (Emmett's Mark, 2002) jako Detektyw Middlestat
- Life's a Bitch (2003) jako Yolanda
- Idealni nieznajomi (Perfect Strangers, 2004) jako Christie Kaplan
- TV Land Moguls (ona sama, 2004)
- Deszcz (2006) jako Latitia Arnold
- Narodziny obłędu (First Born, 2007) jako Dierdre